# スクンテイア
『スクンテイア』（またはスクンティア、ルーマニア語: Scînteia）は、ルーマニア共産党機関紙である。紙名は「火花」を意味し、1931年から1989年まで発行された。

## 脚注

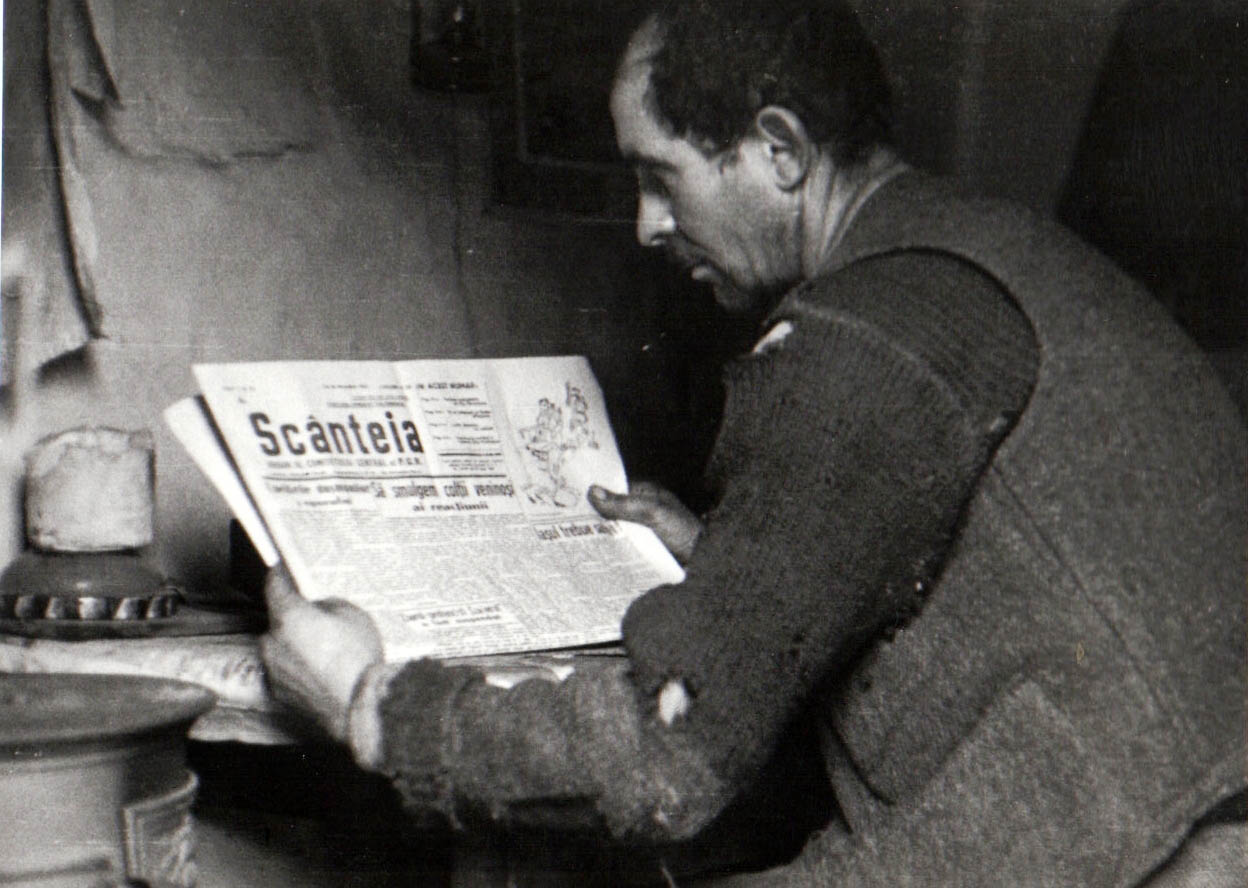
スクンテイアを読む鉱山労働者、1944年11月24日

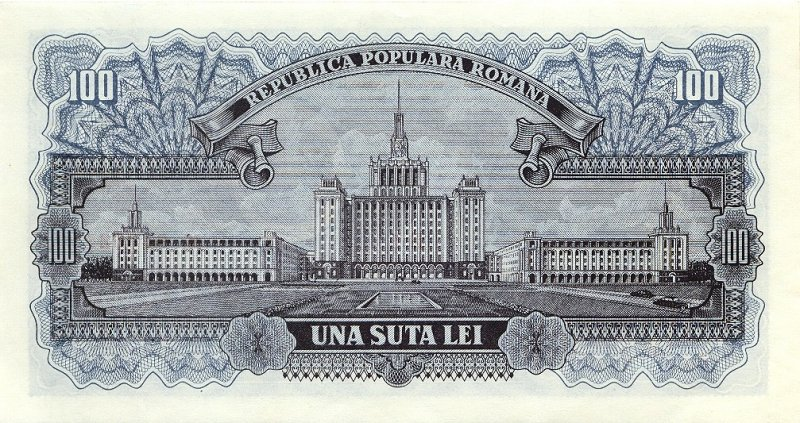
印刷所のあるカーサ・スクンテイが描かれた、1952年発行の100レイ紙幣裏面